# Bear Creek (Alabama)
Bear Creek és una població dels Estats Units a l'estat d'Alabama. Segons el cens del 2007 tenia 1.004 habitants.

## Demografia
Segons el cens del 2000, Bear Creek tenia 1.053 habitants, 428 habitatges, i 309 famílies. La densitat de població era de 30,1 habitants/km².
Dels 428 habitatges en un 32,5% hi vivien nens de menys de 18 anys, en un 61% hi vivien parelles casades, en un 8,9% dones solteres, i en un 27,6% no eren unitats familiars. En el 25% dels habitatges hi vivien persones soles el 8,9% de les quals corresponia a persones de 65 anys o més que vivien soles. El nombre mitjà de persones vivint en cada habitatge era de 2,46 i el nombre mitjà de persones que vivien en cada família era de 2,94.
Per edats la població es repartia de la següent manera: un 24,3% tenia menys de 18 anys, un 8,3% entre 18 i 24, un 30,4% entre 25 i 44, un 25,5% de 45 a 60 i un 11,6% 65 anys o més.
L'edat mediana era de 37 anys. Per cada 100 dones hi havia 103,7 homes. Per cada 100 dones de 18 o més anys hi havia 102,8 homes.
La renda mediana per habitatge era de 27.813 $ i la renda mediana per família de 35.341 $. Els homes tenien una renda mediana de 25.000 $ mentre que les dones 21.786 $. La renda per capita de la població era de 14.917 $. Aproximadament el 14,6% de les famílies i el 18,2% de la població estaven per davall del llindar de pobresa.

## Poblacions properes
El següent diagrama mostra les poblacions més properes.